# XIVe siècle en sport

Chronologie du sport
- XIIIe siècle en sport - XIVe siècle en sport - XVe siècle en sport

## Aviron (sport)
- 1315 : première trace de régates d’aviron. La course a lieu à Venise.

## Football (soule)
- 13 avril 1314 : le maire de Londres proclame l’interdiction de la pratique du football (soule) « en raison des grands désordres causés dans la Cité ».
- 1331 : le roi d’Angleterre Édouard III interdit la pratique du football (soule) et recommande à ses sujets la pratique exclusive du tir à l’arc.
- 12 juin 1365 : ordonnance du roi d’Angleterre Édouard III qui interdit la pratique du football (soule)… sans grands effets!

## Jeu de paume
- 5 juin 1316 : décès du roi de France Louis X après une partie de jeu de paume : il a pris froid après un match.
- 1392 : on dénombre huit salles de jeu de paume à Paris. Le nombre d'espaces de jeu en plein air est considérable, car chaque mètre carré de rue peut-être colonisé par les joueurs…
- 22 janvier 1397 : ordonnance du prévôt de Paris qui rappelle l’interdiction de la pratique du jeu de paume notamment. Les joueurs ne tiennent évidemment aucun compte de cet interdit…
- 22 juin 1397 : le prévot de Paris interdit la pratique du jeu de paume tous les jours, sauf le dimanche « parce que plusieurs gens de métier et autres du petit peuple quittaient leur ouvrage et leur famille pendant les jours ouvrables, ce qui était fort préjudiciable pour le bon ordre public ». Encore une fois, les joueurs ne tiennent aucun compte de cet interdit et des parties ont lieu tous les jours, au grand désespoir des autorités municipales…

## Jeu de quilles
- 1317 : première mention en France du jeu de quilles.

## Joute équestre
- 19 janvier 1345 : Raoul Ier de Brienne, comte d'Eu et de Guînes, connétable de France, est tué d’un coup de lance dans le ventre reçu lors de joutes données à Paris à l’occasion des noces du fils cadet du roi, Philippe d'Orléans[1].
- Mai 1389 : le roi de France Charles VI se distingue lors d’une joute équestre. Froissart, qui nous rapporte ce fait, est peut-être complaisant ; Charles VI n’en est pas moins un authentique passionné et un jouteur plutôt solide. Il transmet le virus à sa descendance. La joute équestre est une version individuelle du tournoi mettant face à face les chevaliers qui se chargent. Ce nouveau sport à la mode nécessite bien des adaptations, tant au niveau des armures qu’au niveau des lances, bien plus courtes que celles utilisées à la guerre. Apparition d’une barrière, la lice, le long de laquelle galopent les chevaliers en sens inverses, dont l’usage se généralise seulement au XVe siècle[2].
- Mai 1390 : joutes équestres à Saint-Inglevert qui durent tout le mois.

## Joutes nautiques
- 10 avril 1349 : tournoi de joutes nautiques à Marseille.

## Hurling
- 1366 : ordonnance municipale de Kilkenny interdisant la pratique du Hurling (forme du jeu français de la crosse).

## Lutte
- 1337 : Bertrand Du Guesclin (1320-1380), alors âgé de 17 ans, gagne un tournoi de lutte bretonne (Gouren). Le futur connétable de France remporte plus tard d’autres tournois de lutte bretonne et pratique également la soule.

## Omnisports
- 1319 : le roi de France Philippe V interdit la pratique des jeux et recommande à ses sujets celle du tir à l’arc. Il faut en effet pratiquer quasi quotidiennement pour pouvoir bander efficacement les longs arcs militaires de cette époque. Les Français ne tiennent aucun compte de cet interdit royal…
- 1337 : le roi d’Angleterre Édouard III interdit à ses sujets la pratique de tous jeux, ordonnant la pratique intensive du tir à l’arc. Les Anglais ne tiennent aucun compte de cet interdit royal…
- 3 avril 1369 : le roi de France Charles V interdit la pratique des jeux (dés, soule, paume, etc.) sous peine d’amende et recommande la pratique du tir à l’arc. Malgré l'interdit royal, la pratique perdure au grand jour !
- 1378 : naissance de Vittorino de Rambaldoni, pédagogue italien qui passe pour être l’un des pères de l’éducation physique moderne.

## Tir à l'arc
- 1369 : ordonnance du roi de France Charles V qui officialise les compétitions de tir à l’arc et à l’arbalète. De telles compétitions sont attestées en France dès le siècle précédent, mais leurs caractéristiques nous sont inconnues.

## Tournoi
- 1307-1327 : règne d’Édouard II, roi d’Angleterre, qui promulgue en 20 ans pas moins de 40 interdictions de tournois et de joutes.
- 1394 : se moquant ouvertement des interdits religieux, des chevaliers français se seraient affrontés en tournoi déguisés en clercs[réf. nécessaire].